# Julien Blanc
Pour les articles homonymes, voir Blanc (homonymie) et Julien Blanc (homonymie).
Julien Blanc est un écrivain français, né à Paris (VIe arrondissement) le 11 avril 1908 et mort le 16 juillet 1951 à Paris (XIe arrondissement), principalement connu pour sa trilogie autobiographique : Seule, la vie....

## Aperçu biographique
Il naît orphelin de son père Jules Magloire à l'Hôpital de la Charité et perd sa mère Paula Mills (d'origine irlandaise) à l'âge de huit ans. Il est alors confié à diverses institutions (pensions, orphelinats, patronage, maisons de redressement) par ses tuteurs. Au gré de ses placements en famille, il occupe différents petits métiers après sa scolarité et mène une vie d'errance. Plusieurs vols et infractions lui valent d'être emprisonné.
Le 14 juin 1927, il est engagé volontaire dans le 22e régiment d'infanterie coloniale pour cinq ans. Mais il est déclaré déserteur en septembre 1927 puis en mars 1928. Il est condamné plusieurs fois pour vols, abus de confiance et désertion. Il est successivement incarcéré à Aix, à la prison de la Santé, à la Conciergerie, à Fresnes, à la prison du Cherche-Midi, et à la prison militaire de Marseille. Élargi de cette dernière le 6 février 1931, il passe au Bataillon d'infanterie légère d'Afrique puis au Bataillon autonome d'Infanterie coloniale, au Maroc puis en Tunisie. Il embarque pour Casablanca le 8 novembre 1932. Définitivement libéré le 27 septembre 1934, il rejoint Paris pour travailler aux Halles.
En 1935, interdit de séjour dans plusieurs villes de France, il part pour Barcelone. Il passe avec succès son baccalauréat en France  en 1936 (à l'âge de 28 ans) après un premier échec l'année précédente. En 1936, il prend part à la guerre civile espagnole aux côtés des troupes anarchistes. Il retourne en France en 1937 à Paris puis à Marseille où il tente de se suicider. Il fait la connaissance de Louis Guilloux puis, plus tard, de Simone Weil. Il obtient, par l'entremise du premier, l'admission à l'École pratique des hautes études où il obtient sa licence ès lettres et où il fut l'élève du grand linguiste Gustave Guillaume.

### Fiche signalétique et états de service (1927-1940)

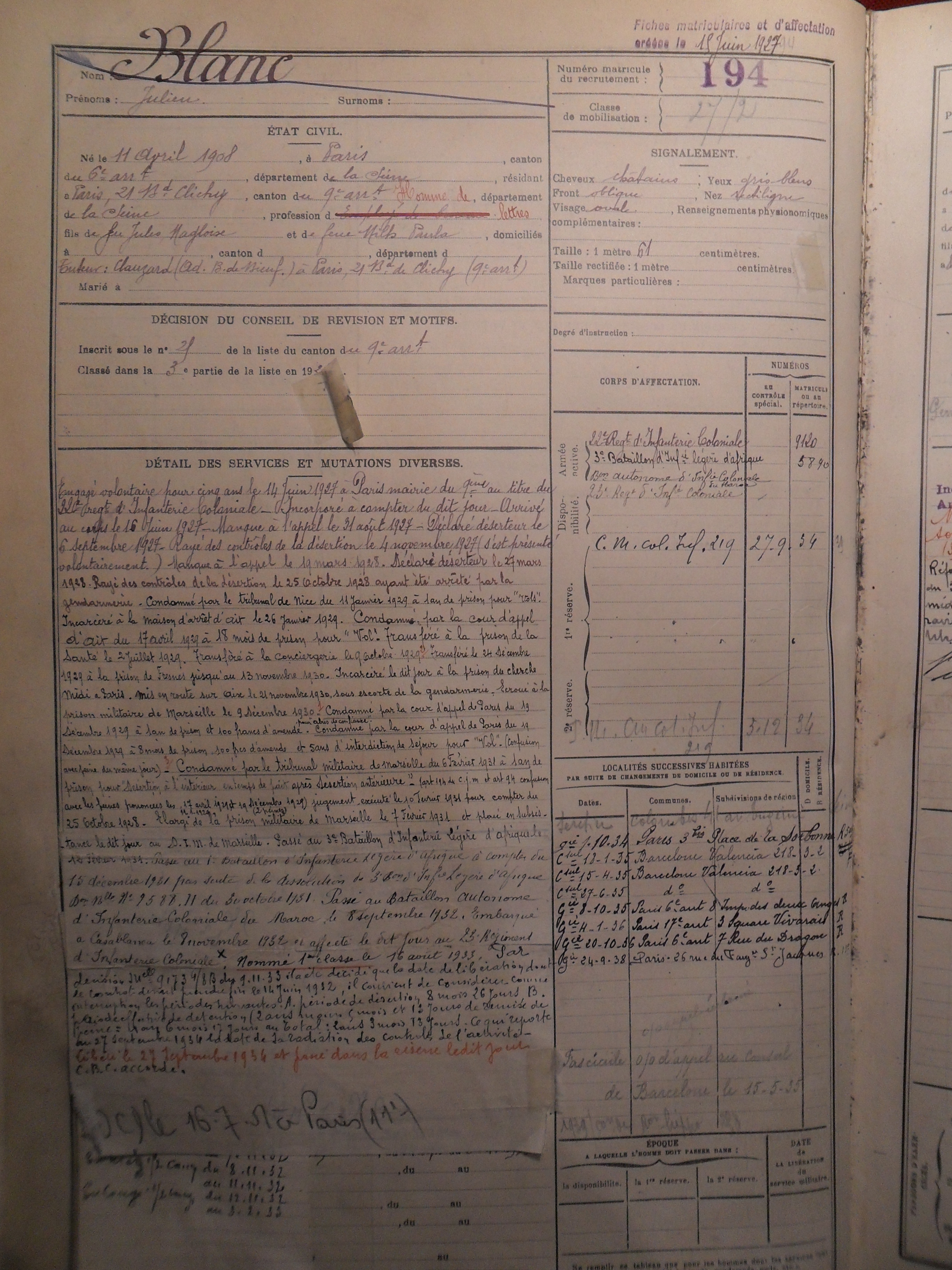
Fiche signalétique et états de service de J. Blanc (Archives de la Ville de Paris - Cote - D4R1 2835 matricule 194).

(février 2021).
Transcription des « Détail des services et mutations diverses »
Engagé volontaire pour cinq ans le 14 juin 1927 à Paris mairie du 9e au titre du 22e Regt d'Infanterie Coloniale. Incorporé à compter du dit jour. Arrivé au corps le 16 juin 1927. Manque à l'appel le 31 août 1927. Déclaré déserteur le 6 septembre 1927. Rayé des contrôles de la désertion le 4 novembre 1927 (s'est présenté volontairement.) Manque à l'appel le 19 mars 1928. Déclaré déserteur le 27 mars 1928. Rayé des contrôles de la désertion le 25 octobre 1928 ayant été arrêté par la gendarmerie. Condamné par le tribunal de Nice du 11 janvier 1929 à un an de prison pour "vols". Incarcéré à la maison d'arrêt d'Aix le 26 janvier 1929. Condamné par la cour d'appel d'Aix le 17 avril 1929 à 18 mois de prison pour "vol". Transféré à la maison d'arrêt de la santé le 2 juillet 1929. Transféré à la conciergerie le 9 octobre 1929. Transféré le 24 décembre 1929 à la prison de Fresnes jusqu'au 13 novembre 1930. Incarcéré le dit jour à la prison du cherche-midi à Paris. Mis en route sur Aix le 21 novembre 1930, sous escorte de la gendarmerie. Écroué à la prison militaire de Marseille le 9 décembre 1930. Condamné par la cour d'appel de Paris du 19 décembre 1929 à 1 an et 100 francs d'amende pour "abus de confiance". Condamné par la cour d'appel de Paris du 19 décembre 1929 à 8 mois de prison, 100 francs d'amende et 5 ans d'interdiction de séjour pour "vol" (confusion avec peines du même jour). Condamné par le tribunal militaire de Marseille du 6 février 1931 à 1 an de prison pour "désertion à l'intérieur en temps de fait après désertion antérieure" (art.194 du c.j.m. et art.94 confusion avec les peines prononcées les 17 avril 1929 et 19 décembre 1929 (2 peines)) jugement exécuté le 10 février 1931 pour compter du 25 octobre 1928. Élargi à la prison militaire de Marseille le 7 février 1931 et placé en subsistance le dit jour au R.I.M. De Marseille.Passé du 3e Bataillon d'infanterie légère d'Afrique le 12 février 1931. Passe au 1er Bataillon d'infanterie légère d'Afrique à compter du 15 décembre 1931 par suite de la dissolution du 3e Bataillon D[écisi]on M[inistéri]elle No 9588.11 du 30 octobre 1931. Passé au Bataillon autonome d'infanterie coloniale du Maroc le 8 septembre 1932. Embarqué à Casablanca le 8 novembre 1932 et affecté le dit jour au 23e régiment d'infanterie coloniale. Nommé 1re classe le 16 août 1933. Par décision M[inistéri]elle 9173 4/8 du 9.11.33 il a été décidé que la date de libération dont le contrat devait prendre fin le 14 juin 1932, il convient de considérer comme interruption les périodes suivantes

A. période de désertion 8 mois 26 jours

B. Période effective de détention (2 ans moins 2 ans 5 mois et 13 jours de remise de peines = 1 an 6 mois 17 jours au total : 2 ans 3 mois 13 jours. Ce qui reporte au 27 septembre 1934 la date de sa radiation des contrôles de l'activité.
Libéré le 27 septembre 1934 et passé dans la réserve ledit jour.
C[ertificat de] B[onne].C[onduite]. accordé

### École pratique des hautes études – Paris  (1938-1944)
(février 2021).

A la rentrée scolaire de 1938, il est étudiant-auditeur à l'EHEP. Son nom, sur les listes d'auditeurs, apparaît en petites capitales : c'est-à-dire un « élève titulaire nommé par le secrétaire d'État à l'Éducation nationale sur présentation du Conseil de la Section ». Il est inscrit 4ème section « Sciences historiques et philologiques », donc essentiellement des conférences de linguistique et de grammaire. Sur les compte-rendu de conférences, Blanc est signalé « auditeur assidu » de celles de Gustave Guillaume en Linguistique générale et grammaire française et celles Albert Dauzat, sur la langue française moderne. Il suit les également les conférences de André Martinet en Phonologie et de Charles Samaran, en Paéologie latine et française.

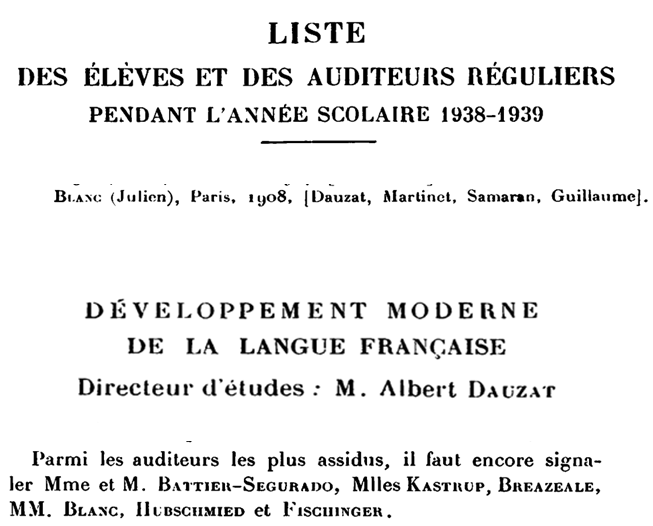

## Œuvres et publications

### Romans et nouvelles
- Toxique, Pierre Tisné, 1939, [« Pour Maman, ce premier livre… » ]
- Mort-né, Albin Michel, 1941, [« Pour Francis Carco »]
- L’Admission, Albin Michel, 1941, [« À Jean Malaquais et Galy, fraternellement »]
- Seule, la vie..., Gallimard, 1943, ["Il m’arrive parfois de songer à l’homme que le héros dont on va lire les Souvenirs aurait pu devenir si… C’est à ce fœtus que je dédie « Seule, la vie… » – In memoriam. J. B."]
- Seule, la vie… I – Confusion des peines, Éditions du Pré-aux-Clercs, 1946, [« À ma mère – In memoriam »]
- Seule, la vie… II – Joyeux, fais ton fourbi, Éditions du Pré-aux-Clercs, 1947, [« À Jean Paulhan »]. Prix Sainte-Beuve
- Seule, la vie… III – Le Temps des hommes, Éditions du Pré-aux-Clercs, 1948
- La Berceuse irlandaise, pièce radiophonique (lue par Berthe Bovy et Jean Topart, musique d'Elsa Barraine), Troyes, Mithra, 1951, [présentation d’Armand Lanoux]

#### Traductions
- Confusión de penas, Traduccion de Luisa Lucuix Venegas, El Paseo, 2022

- Listillo, prepara el petate, Traduccion de Luisa Lucuix Venegas, El Paseo, 2023

#### Nouvelles et bonnes feuilles (en revues)
- "Un Acquittement", Aujourd'hui, 8 décembre 1940, p. 2
- "Le Masque mortuaire", Aujourd'hui, 16 janvier 1941, p. 2
- « Tempête chez les fous », Lectures 40, n° 3, 15 juillet 1941, p.18-20
- « Seule la vie », Comoedia, 11 avril 1942, p. 3
- « Premiers contacts – Dans un près – La mort de Trobé», Seine, n° 1,  janvier 1946, p. 20-30

#### Rééditions
- Joyeux, fais ton fourbi, Éditions Jean-Claude Lattès, 1977
- Confusion des peines, Éditions Jean-Claude Lattès, 1979
- Confusion des peines, Éditions Autrement, 1997
- Confusion des peines, Éditions Finitude, 2011
- Joyeux, fais ton fourbi, Éditions Finitude, 2012
- Confusion des peines, Libretto, 2013
- Le Temps des hommes, Éditions Finitude, 2013

### Articles
- « Avons-nous vraiment perdu le Paradis ? », in: Les Nouvelles littéraires, 27 mai 1939.
- "Repères de Paris", (série de 75 billets), Aujourd'hui, 18 septembre 1940 et 4 mars 1941
- « Qu’importe demain » et « Tuer l’égoïsme », La France au travail, 13 janvier 1941, p. 2
- « Servitude de la paysannerie française  – 1. La terre désertée »,  Aujourd’hui, 18 janvier 1941, p. 1 et 3 ; « Servitude de la paysannerie française –II. Les petits patrimoines, le fisc et les héritiers », Aujourd’hui, 19 janvier 1941, p. 1 et 3 ; « Servitude de la paysannerie française – III. La taxation », Aujourd’hui, 20 janvier 1941, p. 1 et 3 ; « Servitude de la paysannerie française – IV. On demande des machines et des bêtes », Aujourd’hui, 22 janvier 1941, p. 1 et 3 « Servitude de la paysannerie française V. Demi-mesures », Aujourd’hui, 23 janvier 1941, p. 1 et 3
- « MARGRAVOU : Guillou, roman. », Comoedia, 11 octobre 1941, p. 2 [Note de lecture].
- « Marcel RAVAL : Histoire de Paris. », Comoedia, 1er novembre 1941, p. 2 [Note de lecture].
- « Madeleine JEAN-MARIAT : Les belles amours de l’Histoire. », Comoedia, 15 novembre 1941, p. 2 [Note de lecture].
- « LECOMTE DU NOUY : L’Avenir de l’Esprit. », Comoedia, 29 novembre 1941, p. 2 [Note de lecture].
- « Jean PROAL : Les Arnaud, roman. », Comoedia 6 décembre 1941, p. 2 [Note de lecture].
- « Jean SALLERON : La gare face à la cathédrale. », Comoedia, 13 décembre 1941, p. 2 [Note de lecture].
- « Le manuscrit Hopkins, par R. C. Sherriff (Plon) », in: NRF, no 329, juillet 1941, p. 124 [Note de lecture].
- « Jean DAMASE : La comédie héroïque. », Comoedia, 7 février 1942, p. 2 [Note de lecture].
- « Antoinette PESKE : La Boite en os. », Comoedia,17 janvier 1942. p. 2 [Note de lecture].
- « NAPOLEON : Lettres à Joséphine », Comoedia, 18 avril 1942, p. 2 [Note de lecture].
- « Christian DEDEYAN : La musique perdue », Comoedia, 9 mai 1942, p. 2 [Note de lecture].
- « Bernard ROY : Fanny ou l’esprit du large. », Comoedia, 13 juin 1942, p. 2 [Note de lecture].
- « Annie PORTGAMP : Les nymphes de Loire. », Comoedia, 20 juin 1942, p. 2 [Note de lecture].
- « Le manuscrit Hopkins, par R. C. Sherriff (Plon) », La NRF, n° 329, Juillet 1941, p. 124
- « Notre second métier », Carrefour, n°25, 10 février 1945, p. 5
- « La coupole nécropole », Carrefour, no 36, 28 avril 1945, p. 5.
- « Mettre à nu la plaie », Les Lettres françaises, 30 juin 1945, p. 3
- « Centenaire de Tristan Corbière », Les Lettres Françaises, 21 juillet 1945, p. 3
- « Vingt-deux pour cent », Les Lettres françaises, 3 novembre 1945, p. 3
- " Le cas Simenon", in: Paris - Les Arts et Lettres, no 2, 12 décembre 1945, p. 1 et 6.
- « Caliban et la clé de la poésie », in: Paris - Les Arts et lettres, no 5, 2 janvier 1946, p. 1 et 8.
- "Les Feux croisés de la solidarité », Gavroche, n°79, 28 février 1946, p. 1
- « Simenon inconnu », in: Paris - Les Arts et Lettres, 15 mars 1946, p. 1 et 8.
- « Le dernier poète détaché », Gavroche, n°81, 14 mars 1946, p. 4
- « Vive la révolte », Gavroche, 11 avril 1946, p. 1.
- « Condamner l’enfance, c’est préparer du travail aux gendarmes », « C’est la guerre, le taudis et le « noir » qu’il faut condamner », Le Populaire, 13 avril 1946, p. 1 et 2, « Les taudis dans les maisons modernes », Le Populaire, 14 avril 1946, p. 1 et 2, « Les taudis dans les ruines – 500.000 jeunes français appellent au secours », Le Populaire, 16 avril 1946, p. 1 et 2, « Les lycéens », Le Populaire, 17 avril 1946, p. 1 et 2, « Il n’y a pas d’enfance coupable », Le Populaire, 18 avril 1946, p. 1 et 2, « L’Apocalypse n’aura pas lieu », Le Populaire, 20 avril 1946, p. 1 et 2.
- « Enfin nous retrouvons l’amour », Gavroche, 9 mai 1946, p. 1.
- « 5000 morts sur la conscience », Le Populaire, 12 mai 1946, p. 1
- « Servitude de la banlieue – On est pauvre, Monsieur, mais on aime bien sa patrie… », Le Populaire, 26/27 mai, 1946, p. 1 et 2, « La banlieue verte », Le Populaire, 31 mai 1946, p. 1 e 2, « Trappes ville sinistrée 100 % », Le Populaire, 1er juin 1946, p. 1 e 2, « Ozoir-la-Ferrière 30 kilomètres de Paris – 3 heures de trajet », Le Populaire, 2 juin 1946, p. 1 e 2, « Justice pour Ozoir-la-Ferrière », Le Populaire, 3 juin 1946, p. 1 e 2, « Pour que la vie des travailleurs prenne un sens », Le Populaire, 4 juin 1946, p. 1 e 2
- « Travailleurs de la mer -  les ports français frappés par la guerre et la férocité nazie doivent malgré tout remplir leur mission », Le Populaire, 18/19 août 1946, p. 1 et 3, « Alcool, femmes et … ennemis du marin à terre », Le Populaire, 20 août 1946, p. 1, « Le port est à lui seul une cité », Le Populaire, 20 août 1946, p. 1 et 3, « Des aristocrates ruinés : les pilotes », Le Populaire, 22 août 1946, p. 1 et 3, « Le pilote à la barre se bat contre le mer déchaînée », Le Populaire, 24 août 1946, p. 1 et 3, « Des héros ignorés : les démineurs », Le Populaire, 25/26 aout 1946, p. 1 et 3
- « La condition sociale de l’écrivain – Julien Blanc », Carrefour, 13 février 1947, p. 7
- « Doléances d'un écrivain”, Combat, 27 avril 1947.
- « Spiritualité du Tour de France », Carrefour, 2 juillet 1947, p. 1
- « Rousseau notre père… », Combat, 4 juillet 1947, p. 2
- « Les diamants  n’ont pas de patrie », in: Caliban, no 17, 15 juin 1948, p. 74.
- « Y a-t-il une crise du roman français ? », in: Les Nouvelles littéraire, no 1053, 6 novembre 1947, p. 6 [rubrique « Variété »].
- « Rubens avait un « nègre » - C’est la maître Van Noort qui a peint « Saint-Roch » et le « Christ en croix », Carrefour, 4 avril 1950, p. 2
- « Les Tueurs d’enfants sont aussi coupables que les criminels de guerre », Combat, n°1802, 20 avril 1950, p. 1 et 8, « Voici pourquoi les bourreaux d’enfants ne sont jamais châtiés » Combat, 21 avril 1950, p. 1, « Voici quelques armes pour lutter contre les bourreaux d’enfants », Combat, 22 avril 1950, p. 1, « La science ne guérit pas les pervers constitutionnels », Combat, 24 avril 1950, p. 1 et 6,  « Les réactions de l’opinion commencent d’agir sur le parlement », Combat, 26 avril 1950, p. 1, « Le docteur Chatenay doit-il être poursuivi ? », Combat, 28 avril 1950, p. 1
- « Censeurs, ne nous fabriquez pas une vertu officielle et aveugle ! », Carrefour, 25 avril 1950, p. 8
- « Lettre ouverte à M. Vincent Auriol », Combat, 4 juillet 1950, p. 1 et 4
- « Les pieds dans le plat - la guerre vue par … », Le Crapouillot, 1er janvier 1951, p. 42
- « Dans les prisons de mon adolescence Gide m’a délivré de Mauriac », Carrefour, 27 février 1951, p. 9

### Traductions et adaptations
- Jack Belden, Still Time To Die, Coll."Fenêtres sur le Monde", adapté de l'anglais, The Blackiston company, 1943
- Jacqueline et Julien Blanc, « Une affaire insignifiante », (Sylvia Townsend Warner), Carrefour, n°33, 7 avril 1945, p. 4
- Lajos Zilahy, Fiançailles, traduit du hongrois, 1948

### Interviews
- « Interview Magda d’Andurain », [1946 ?]
- « Entretien avec Jacques Baron - Le noir de l'azur, Éditions du Bateau Ivre» [1946]

### Correspondances
- Julien Blanc à Armand Lanoux, (1 lettre) parue dans Simoun, no 2, 1952, p. 13-15.
- Julien Blanc à Mario Roques, (18 lettres) 1940-1951, Bibliothèque de L'institut, Paris
- Julien Blanc à Roger Martin du Gard, (1 lettre), 1943, Bnf Richelieu, Paris
- Julien Blanc à Louis Guilloux, (13 lettres), 1937-1945, Bibliothèque municipale, Saint-Brieuc
- Julien Blanc à Jean Paulhan IMEC
- Julien Blanc à Jean Guéhenno, BNF Richelieu, Paris
- Julien Blanc à Dominique Rolin, (3 lettres), 1942, Archives et Musée de la littérature, Bruxelles
- Julien Blanc à Albert Béguin, (1 lettre), BNF Richelieu, Paris
- Julien Blanc à Franz Hellens, (1 lettre), 1948, Bibliothèque littéraire J.Doucet, Paris
- Julien Blanc à Albert Camus, (1 lettre), 1944, Fonds A Camus, Bibliothèque Méjanes, Aix-en-Provence
- Julien Blanc à Michel Leiris, (1 lettre), 1944, Bibliothèque littéraire J. Doucet, Paris
- Julien Blanc à Adrienne Monnier, (1 lettre), 1947, Bibliothèque littéraire J. Doucet, Paris
- Julien Blanc à François Mauriac, (1 lettre), 1945, Bibliothèque littéraire J. Doucet, Paris
- Julien Blanc à Henri Thomas, (3 lettres), 1945-1946, Bibliothèque littéraire J. Doucet
- Julien Blanc à Jacques Lemarchand, (1 lettre), 1944, IMEC
- François Mauriac à Julien Blanc, (1 lettre), 1945, Bibliothèque littéraire J. Doucet, Paris
- Albert Camus à Julien Blanc, (1 lettre), 1944, Fonds A Camus, Bibliothèque Méjanes, Aix-en-Provence